# Письмо «Из ада»
Письмо «Из ада» (англ. The "From Hell" letter) или «письмо Ласка» (англ. "Lusk letter") — название, данное письму, отправленному в 1888 году человеком, который, как считается, мог быть известным серийным убийцей Джеком-потрошителем.

## Обстоятельства получения письма
Среди множества писем, которые приходили якобы от Джека-потрошителя, в то время, когда происходили убийства в Уайтчепеле, исследователи выделяют письмо «Из ада» как одно из тех, которые в действительности могли быть написаны серийным убийцей. Это письмо не подписано псевдонимом «Джек-потрошитель», как два предыдущих (Письмо «Дорогой начальник…» и Открытка «Дерзкий Джеки»); также письмо «Из ада» написано намного более неграмотно, нежели упомянутые выше два письма.
Проштемпелёванное 15 октября 1888 года, письмо было получено Джорджем Ласком из комитета бдительности Уайтчепела на следующий день.
Причиной, по которой это письмо стоит особняком среди всех подобных ему писем, является то, что оно было доставлено в небольшом ящичке, в котором, помимо письма, содержалась половина почки, хранящейся в этаноле; позже было установлено, что почка является человеческой. Почка одной из жертв, Кэтрин Эддоус (англ. Catharine Eddowes), была удалена убийцей. Существует мнение медиков, что почка могла быть извлечена из другого трупа студентами-медиками и послана вместе с письмом, как мрачная мистификация.

## Текст письма
| Обратите внимание! Текст письма переведён с английского языка с соблюдением правил пунктуации и орфографии русского языка. Следует заметить, что оригинальный текст на английском языке изобилует ошибками, как орфографическими, так и пунктуационными. В частности, неверно написаны слова "мило" ("nise" вместо "nice"), "некоторое время" ("whil" вместо "while"), "мистер ("Mishter" вместо "Mister"), нож ("knif" вместо "knife"), почка ("Kidne" вместо "kidney"), ждать ("wate" вместо "wait"). Также совершенно отсутствуют запятые. |

Текст письма гласит:
Из ада

Мистер Ласк,

сэр

Я посылаю Вам половину почки, которую я взял у одной из женщин и сохранил для вас. Вторую половину я зажарил и съел, она была прелестной на вкус. Я пошлю Вам окровавленный нож, которым вырезал её, если Вы подождёте дольше.

подписано

Попробуйте остановить меня, мистер Ласк
From hell

Mr Lusk,

Sor

I send you half the Kidne I took from one women prasarved it for you tother piece I fried and ate it was very nise. I may send you the bloody knif that took it out if you only wate a whil longer

signed

Catch me when you can Mishter Lusk
Оригинал письма, как и половина почки, которая была прислана вместе с ним, был утерян вместе с другими предметами, относящимися к делу Джека-потрошителя. Возможно, письмо (или же и письмо, и почка) было взято лицами, имеющими отношение к расследованию, как сувениры.
Изображение письма — фотокопия оригинала, сделанная до его утери.

## «Из ада» в массовой культуре
- «Из Ада», графическая новелла, название которой является начальными строками письма.
- «Из ада», фильм, снятый по мотивам графической новеллы.